# Liebenau, Nienburg
Liebenau là một đô thị ở huyện Nienburg, trong bang Niedersachsen, nước Đức. Đô thị Liebenau, Nienburg có diện tích 90,69 km². Đô thị này nằm bên tả ngạn sông Weser, cự ly khoảng 10 km về phía tây nam của Nienburg, và 40 km về phía đông bắc của Minden.
Liebenau là thủ phủ của Samtgemeinde ("đô thị tập thể") Liebenau.